# Шаргородский, Михаил Давидович
Михаи́л Дави́дович Шаргоро́дский (2 апреля 1904, Одесса — 31 августа 1973, Ленинград) — советский учёный-правовед, доктор юридических наук (1945), профессор, специалист в области уголовного права и криминологии. Первый главный редактор юридического журнала «Известия высших учебных заведений. Правоведение» (1957—1963). Кавалер ордена Трудового Красного Знамени.

## Биография
Родился в Одессе в еврейской семье. В 1926 году окончил юридический факультет Института народного хозяйства и был оставлен в аспирантуре, по окончании которой работал преподавателем политэкономии в Институте водного транспорта.
В 1934 году переехал в Ленинград, где был вначале доцентом и деканом в Юридическом институте, а затем профессором и заведующим кафедрой уголовного права.
В годы Великой Отечественной войны, находясь в Советской Армии и работая членом Военного трибунала фронта, а затем суда Московского военного округа и инспектором-консультантом Главного управления военных трибуналов, он занимался научной и преподавательской деятельностью. Ещё шла война, а М. Д. Шаргородский в марте 1945 г. защитил докторскую диссертацию.
После окончания войны вернулся в Ленинград, где возглавил кафедру уголовного права Ленинградского юридического института, а затем и кафедру уголовного права юридического факультета Ленинградского государственного университета (1945—1963).
С первых дней создания Ленинградского общественного научно-исследовательского института судебной защиты М. Д. Шаргородский стал активным его участником. Он был членом Ученого совета института, редактором сборников «Преступность и её предупреждение».
Автор более 300 научных работ, 27 из них переведены на иностранные языки.
Умер в 1973 году. Похоронен на Комаровском кладбище.

### «Идеологические ошибки»
В 1963 году М. Д. Шаргородский был снят с должности главного редактора журнала «Известия высших учебных заведений. Правоведение», а также отстранён от заведования кафедрой и подвергнут партийному взысканию. Е. А. Скрипилёв, со ссылкой на лекцию по идеологической работе, изданную в 1963 году, сообщает, что в вину учёному при этом вменялось то, что он в докладе на научной конференции говорил о юридическом нигилизме, наносящем большой вред развитию юридической науки, а указ Президиума Верховного совета РСФСР «Об усилении ответственности за скармливание скоту и птице хлеба и других продуктов, купленных в государственных и кооперативных магазинах» от 6 мая 1963 года охарактеризовал как противоречащий объективным закономерностям общественного развития. Другие идеологические ошибки профессора были усмотрены в его словах: «Подлинная наука начинается там, где она говорит закону (практике) нет» и в высказывании о том, что имеющиеся в капиталистических странах способы борьбы с преступностью заключают в себе «громадный прогресс буржуазной науки уголовного права».
По сообщению академика Ю. К. Толстого, причиной снятия профессора М. Д. Шаргородского с должностей было то, что на научной конференции, состоявшейся на юрфаке ЛГУ в 1962 году, М. Д. Шаргородский, игравший на конференции ведущую роль, критиковал Верховный суд СССР за то, что он вместо правоприменения часто становится на путь нормотворчества. Участвовавший на конференции советник Президента США по юридическим вопросам профессор Леон Липсон, выступая в прениях, с удовлетворением отметил «сближение позиций американских и советских юристов по идеологическим вопросам». Этого оказалось достаточным не только для строгого наказания учёного, но и для серьёзных ограничений в деятельности всего факультета. В свою очередь Л. Липсон, видимо, не осознавая роль, которую он невольно сыграл в судьбе советского юриста, подтверждает сообщение Е. А. Скрипилёва о высказываниях об обязанности учёного говорить власти правду и о критике закона о скармливании хлеба скоту и птице, которые он слышал в Ленинграде на конференции, состоявшейся, согласно рецензируемой им книге О. С. Иоффе, в 1963 году.

## Основные работы

### Монографии
- Мошенничество в СССР и на Западе. — Харьков: Юрид. изд-во НКЮ УССР, 1927. — 79 с.
- Преступления против жизни и здоровья. — М.: Юрид. изд-во, тип. им. Евгении Соколовой в Ленинграде, 1947. — 512 с. — 10 000 экз.
- Курс уголовного права. — М. : Юрид. изд-во, тип. им. Евгении Соколовой в Ленинграде, 1948. — Т. 3 : Уголовный закон. — 312 с. — 10 000 экз.
- Наказание по уголовному праву : в 2 т.. — Л. : Госюриздат, 1957—1958.

Том 1 : Наказание по уголовному праву эксплуататорского общества. — 1957. — 304 с. — 5000 экз.
Том 2 : Наказание по советскому уголовному праву. — 1958. — 240 с. — 7000 экз.
- Вопросы теории права. — М.: Госюриздат, 1961. — 381 с. — 5000 экз. (в соавт. с О. С. Иоффе).
- Наказание, его цели и эффективность. — Л.: Изд-во Ленингр. ун-та, 1973. — 160 с. — 5315 экз.

### Статьи
- Предмет и система уголовного права // Советское государство и право. — 1941. — № 4. — С. 38—51.
- Некоторые вопросы международного уголовного права // Советское государство и право. — 1947. — № 3. — С. 24—32.
- Техника и терминология уголовного закона // Советское государство и право. — 1948. — № 1. — С. 58—65.
- Некоторые вопросы причинной связи в теории права // Советское государство и право. — 1956. — № 7. — С. 38—51.
- Некоторые вопросы общего учения о соучастии // Известия высших учебных заведений. Правоведение. — 1960. — № 1. — С. 84—97.
- Актуальные проблемы теории советского права // Известия высших учебных заведений. Правоведение. — 1961. — № 2. — С. 22—33.
- Основание уголовной ответственности по советскому праву // Известия высших учебных заведений. Правоведение. — С. 73—85.
- Вопросы общего учения о наказании в теории советского права на современном этапе // Советское государство и право. — 1961. — № 10. — С. 136—145.
- Детерминизм и ответственность // Известия высших учебных заведений. Правоведение. — 1968. — № 1. — С. 40—48.
- Система наказаний и их эффективность // Советское государство и право. — 1968. — № 11. — С. 53—62.
- Научный прогресс и уголовное право // Советское государство и право. — 1969. — № 12. — С. 87—95.
- Прогноз и правовая наука // Известия высших учебных заведений. Правоведение. — 1971. — № 1. — С. 40—50.